# Porsche Carrera Cup France 2018
Navigation
2017
La Porsche Carrera Cup France 2018 est la 32e édition de cette catégorie monotype.
En 2018, la Porsche Carrera Cup France évolue avec l'arrivée d'une nouvelle Porsche 911 GT3 Cup. Le règlement sportif reste identique à la saison précédente. Trois des six épreuves du calendrier sont disputées conjointement avec la Porsche GT3 Cup Challenge Benelux. Les pilotes de toutes les nationalités sont éligibles.
Quatre classements distincts sont proposés : un classement général qui regroupe l'ensemble des pilotes, un classement réservé aux Gentlemen Drivers (pilotes « B » - niveau Bronze dans la classification FIA - uniquement), un classement « Rookies » ou Jeunes Talents réservé aux pilotes de moins de 26 ans qui participent à leur première saison complète en Porsche Carrera Cup France et un classement « Teams ».
La première manche de la saison est disputée en lever de rideau du Championnat du Monde d'Endurance, sur le circuit de Spa-Francorchamps.
Vainqueur de la Porsche Carrera Cup France 2007, Patrick Pilet reste le parrain de la catégorie.

## Repères de débuts de saison
Un point supplémentaire est attribué à l'auteur de la pole position et autre à l'auteur du meilleur tour en course. Le système est le même pour le classement Gentlemen Drivers.
| Position | Position | Position | Position | Position | Position | Position | Position | Position | Position | Position | Position | Position | Position | Position |
| 1er      | 2e       | 3e       | 4e       | 5e       | 6e       | 7e       | 8e       | 9e       | 10e      | 11e      | 12e      | 13e      | 14e      | 15e      |
| -------- | -------- | -------- | -------- | -------- | -------- | -------- | -------- | -------- | -------- | -------- | -------- | -------- | -------- | -------- |
| 20       | 18       | 16       | 14       | 12       | 10       | 9        | 8        | 7        | 6        | 5        | 4        | 3        | 2        | 1        |

## Engagés
L'évolution 2017 de la Porsche 991 GT3 Cup est obligatoire pour participer à la Porsche Carrera Cup France.
| Numéro                                                                        | Pilote                           | Équipe                     | Cat. | Courses     |
| ----------------------------------------------------------------------------- | -------------------------------- | -------------------------- | ---- | ----------- |
| 2                                                                             | Hugo Chevalier                   | Martinet by Alméras        | A R  | 1-2-3-4-5-6 |
| 7                                                                             | Sébastien Dumez                  | Team 85 / Bourgoin Racing  | B    | 1-2-3-4-5-6 |
| 8                                                                             | Christian Jaquillard             | Jonquille Racing Team      | B    | 1-3-4       |
| 10                                                                            | Mark Nichol                      | Tsunami RT                 | B    |             |
| 12                                                                            | Thomas Nicolle                   | Tsunami RT                 | B    | 5-6         |
| 14                                                                            | Alex Marchois                    | FAL Racing                 | A R  | 1-2-3-4-5-6 |
| 19                                                                            | Tommaso Mosca                    | Tsunami RT                 | A    | 2           |
| 23                                                                            | Jean-Baptiste Simmenauer         | Team 85 / Bourgoin Racing  | A    | 1-2-3-4     |
| 27                                                                            | Valentin Hasse-Clot              | Sébastien Loeb Racing      | A    | 1-2-3-4-5-6 |
| 33                                                                            | Howard Blank Remi Van Straaten   | RMS                        | B A  | 1-2-4-5 6   |
| 53                                                                            | Ayhancan Güven                   | Attempto Racing            | A    | 1-2-3-4-5-6 |
| 55                                                                            | Nicolas Misslin                  | Martinet by Alméras        | B    | 1-2-3-4-5-6 |
| 56                                                                            | David Hallyday                   | RMS                        | B    | 1-2-3-4-5-6 |
| 64                                                                            | Yannick Mallegol Florian Latorre | RMS                        | B    | 1-2-4-5 6   |
| 67                                                                            | Jérémie Lesoudier                | Team 85 / Bourgoin Racing  | A R  | 1-2-3-4-5-6 |
| 74                                                                            | Victor Blugeon                   | Pierre Martinet by Alméras | A R  | 1-2-3-4-5-6 |
| 77                                                                            | Jérémy Sarhy                     | Sébastien Loeb Racing      | A R  | 1-2-3-4-5-6 |
| 88                                                                            | Stéphane Denoual                 | Pierre Martinet by Alméras | B    | 1-2-3-4-5-6 |
| 98                                                                            | Jordan Love                      | Martinet by Alméras        | A    | 5           |
| 99                                                                            | Philip Hamprecht                 | Martinet by Alméras        | A    | 4           |
| 112                                                                           | Alessio Rovera                   | Tsunami RT                 | A    | 1-2-3-4-5-6 |
| 555                                                                           | Julien Andlauer Côme Ledogar     | Martinet by Alméras        | A    | 1-2-3-4-5 6 |
| 999                                                                           | Christian Blugeon                | Martinet by Alméras        | B    | 6           |
| Légende : A Championnat A ; B Championnat B (Gentlemen Drivers) et R Rookies. |                                  |                            |      |             |

## Calendrier de la saison 2018
| Manche | Manche | Date         | Compétition                                           | Circuit                        | Lieu          | Lieux                              |
| ------ | ------ | ------------ | ----------------------------------------------------- | ------------------------------ | ------------- | ---------------------------------- |
| 1      | C1     | 4 mai        | WEC 6 Heures de Spa-Francorchamps                     | Circuit de Spa-Francorchamps   | Francorchamps | Belgique                           |
| 1      | C2     | 5 mai        | WEC 6 Heures de Spa-Francorchamps                     | Circuit de Spa-Francorchamps   | Francorchamps | Belgique                           |
| 2      | C1     | 20 mai       | Max Verstappen Days                                   | Circuit de Zandvoort           | Zandvoort     | Pays-Bas                           |
| 2      | C2     | 21 mai       | Max Verstappen Days                                   | Circuit de Zandvoort           | Zandvoort     | Pays-Bas                           |
| 3      | C1     | 14 juillet   | CFC Dijon-Prenois                                     | Circuit Dijon-Prenois          | Prenois       | France, Bourgogne-Franche-Comté    |
| 3      | C2     | 15 juillet   | CFC Dijon-Prenois                                     | Circuit Dijon-Prenois          | Prenois       | France, Bourgogne-Franche-Comté    |
| 4      | C1     | 8 septembre  | CFC Magny-Cours                                       | Circuit de Nevers Magny-Cours  | Magny-Cours   | France, Bourgogne-Franche-Comté    |
| 4      | C2     | 9 septembre  | CFC Magny-Cours                                       | Circuit de Nevers Magny-Cours  | Magny-Cours   | France, Bourgogne-Franche-Comté    |
| 5      | C1     | 29 septembre | CFC Barcelone / Blancpain GT Festival de la Velocidad | Circuit de Barcelona-Catalunya | Montmeló      | Espagne                            |
| 5      | C2     | 30 septembre | CFC Barcelone / Blancpain GT Festival de la Velocidad | Circuit de Barcelona-Catalunya | Montmeló      | Espagne                            |
| 6      | C1     | 13 octobre   | CFC Finale Paul-Ricard                                | Circuit Paul-Ricard            | Le Castellet  | France, Provence-Alpes-Côte d'Azur |
| 6      | C2     | 14 octobre   | CFC Finale Paul-Ricard                                | Circuit Paul-Ricard            | Le Castellet  | France, Provence-Alpes-Côte d'Azur |

## Résultats de la saison 2018
| Manche | Manche | Événement         | Pole position   | Meilleur tour   | Pilote vainqueur    | Équipe gagnante       | Vainqueur « B »  | Vainqueur « Rookie » |
| ------ | ------ | ----------------- | --------------- | --------------- | ------------------- | --------------------- | ---------------- | -------------------- |
| 1      | C1     | Spa-Francorchamps | Julien Andlauer | Alessio Rovera  | Alessio Rovera      | Tsunami RT            | Sébastien Dumez  | Jérémy Sarhy         |
| 1      | C2     | Spa-Francorchamps | Alessio Rovera  | Ayhancan Güven  | Valentin Hasse-Clot | Sébastien Loeb Racing | Nicolas Misslin  | Hugo Chevalier       |
| 2      | C1     | Zandvoort         | Julien Andlauer | Julien Andlauer | Julien Andlauer     | Martinet by Alméras   | Nicolas Misslin  | Hugo Chevalier       |
| 2      | C2     | Zandvoort         | Julien Andlauer | Julien Andlauer | Julien Andlauer     | Martinet by Alméras   | Sébastien Dumez  | Hugo Chevalier       |
| 3      | C1     | Dijon             | Julien Andlauer | Ayhancan Güven  | Ayhancan Güven      | Attempto Racing       | Nicolas Misslin  | Jérémy Sarhy         |
| 3      | C2     | Dijon             | Julien Andlauer | Julien Andlauer | Alessio Rovera      | Tsunami RT            | David Hallyday   | Hugo Chevalier       |
| 4      | C1     | Magny-Cours       | Julien Andlauer | Julien Andlauer | Julien Andlauer     | Martinet by Alméras   | Stéphane Denoual | Hugo Chevalier       |
| 4      | C2     | Magny-Cours       | Julien Andlauer | Ayhancan Güven  | Julien Andlauer     | Martinet by Alméras   | Nicolas Misslin  | Hugo Chevalier       |
| 5      | C1     | Barcelone         | Alessio Rovera  | Julien Andlauer | Alessio Rovera      | Tsunami RT            | Nicolas Misslin  | Hugo Chevalier       |
| 5      | C2     | Barcelone         | Julien Andlauer | Ayhancan Güven  | Julien Andlauer     | Martinet by Alméras   | Nicolas Misslin  | Hugo Chevalier       |
| 6      | C1     | Le Castellet      | Florian Latorre | Côme Ledogar    | Ayhancan Güven      | Attempto Racing       | Nicolas Misslin  | Hugo Chevalier       |
| 6      | C2     | Le Castellet      | Ayhancan Güven  | Florian Latorre | Florian Latorre     | RMS                   | Stéphane Denoual | Jérémy Sarhy         |

## Classement saison 2018

### Classement Général final
Sauf indication contraire ou complémentaire, les informations mentionnées dans cette section peuvent être confirmées par la base de données Driver Database.
| Classement | N°  | Pilote                   | Team                       | Total |
| ---------- | --- | ------------------------ | -------------------------- | ----- |
| 1re        | 53  | Ayhancan Güven           | Attempto Racing            | 200   |
| 2e         | 555 | Julien Andlauer          | Martinet by Alméras        | 192   |
| 3e         | 112 | Alessio Rovera           | Tsunami RT                 | 188   |
| 4e         | 2   | Hugo Chevalier           | Martinet by Alméras        | 137   |
| 5e         | 27  | Valentin Hasse-Clot      | Sébastien Loeb Racing      | 123   |
| 6e         | 77  | Jérémy Sarhy             | Sébastien Loeb Racing      | 112   |
| 7e         | 7   | Sébastien Dumez          | Team 85 / Bourgoin Racing  | 82    |
| 8e         | 23  | Jean-Baptiste Simmenauer | Team 85 / Bourgoin Racing  | 76    |
| 8e         | 74  | Victor Blugeon           | Pierre Martinet by Alméras | 76    |
| 10e        | 55  | Nicolas Misslin          | Pierre Martinet by Alméras | 72    |
| 11e        | 88  | Stéphane Denoual         | Martinet by Alméras        | 62    |
| 12e        | 67  | Jérémie Lesoudier        | Team 85 / Bourgoin Racing  | 47    |
| 13e        | 14  | Alex Marchois            | FAL Racing                 | 45    |
| 13e        | 56  | David Hallyday           | RMS                        | 45    |
| 15e        | 64  | Florian Latorre          | RMS                        | 38    |
| 16e        | 555 | Côme Ledogar             | Martinet by Alméras        | 37    |
| 17e        | 19  | Tommaso Mosca            | Tsunami RT                 | 28    |
| 18e        | 64  | Yannick Mallegol         | RMS                        | 20    |
| 19e        | 33  | Howard Blank             | RMS                        | 16    |
| 20e        | 8   | Christian Jaquillard     | Jonquille Racing Team      | 13    |

### Classement Gentlemen Drivers
| Classement | N° | Pilote               | Team                      | Total |
| ---------- | -- | -------------------- | ------------------------- | ----- |
| 1re        | 55 | Nicolas Misslin      | Martinet by Alméras       | 198   |
| 2e         | 7  | Sébastien Dumez      | Team 85 / Bourgoin Racing | 170   |
| 3e         | 88 | Stéphane Denoual     | Martinet by Alméras       | 166   |
| 4e         | 56 | David Hallyday       | RMS                       | 152   |
| 5e         | 33 | Howard Blank         | RMS                       | 93    |
| 6e         | 64 | Yannick Mallegol     | RMS                       | 70    |
| 7e         | 8  | Christian Jaquillard | Jonquille Racing Team     | 54    |

### Classement «Rookies»
| Classement | N° | Pilote            | Team                       | Total |
| ---------- | -- | ----------------- | -------------------------- | ----- |
| 1re        | 2  | Hugo Chevalier    | Martinet by Alméras        | 157   |
| 2e         | 77 | Jérémy Sarhy      | Sébastien Loeb Racing      | 116   |
| 3e         | 74 | Victor Blugeon    | Pierre Martinet by Alméras | 76    |
| 4e         | 67 | Jérémie Lesoudier | Team 85 / Bourgoin Racing  | 47    |
| 5e         | 14 | Alex Marchois     | FAL Racing                 | 45    |

### Classement «Teams»
| Classement | Team                       | Total |
| ---------- | -------------------------- | ----- |
| 1re        | Martinet by Alméras        | 366   |
| 2e         | Sébastien Loeb Racing      | 235   |
| 3e         | Tsunami RT                 | 216   |
| 4e         | Attempto Racing            | 199   |
| 5e         | Team 85 / Bourgoin Racing  | 171   |
| 6e         | Pierre Martinet by Alméras | 142   |
| 7e         | RMS                        | 103   |
| 8e         | FAL Racing                 | 45    |
| 9e         | Jonquille Racing Team      | 13    |

## Règlement
Dotations
Chaque pilote peut prétendre à des dotations à l’arrivée de chaque course et au terme de la saison.
- Classement en course :
  - 1re : 3 700 euros ;
  - 2e : 2 400 euros ;
  - 3e : 1 500 euros ;
  - 4e : 1 100 euros ;
  - 5e : 1 000 euros ;
  - 6e : 800 euros ;
  - 7e : 500 euros.

- Classement final :
  - 1re : 45 000 euros ;
  - 2e : 25 000 euros ;
  - 3e : 15 000 euros.

Le vainqueur du classement Rookies Junior recevra une bourse de 15 000 euros pour poursuivre sa carrière avec Porsche Motorsport.
Les meilleures équipes sont également récompensées avec 6 000 euros pour le team le mieux classés, 3 500 euros pour le deuxième et 2 300 euros pour le troisième.
Depuis trois ans, Porsche France apporte son soutien à l’Espoir Carrera Cup France. Désigné par un jury selon des critères tels que les résultats, la condition physique et la qualité de présentation, cet Espoir reçoit une bourse de 30 000 euros. Le lauréat 2018 est Hugo Chevalier.
Chaque année, l’équipe de la Porsche Carrera Cup France désigne l’un de ses pilotes pour la représenter au Porsche Motorsport Junior Programme. Les lauréats de ce challenge international reçoivent une bourse de 200 000 euros pour participer à la Porsche Mobil 1 Supercup.